# Calhoun County (Michigan)
Calhoun County is een county in de Amerikaanse staat Michigan.
De county heeft een landoppervlakte van 1.836 km² en telt 137.985 inwoners (volkstelling 2000). De hoofdplaats is Marshall.